# Wanderbiltia wanderbilti
Wanderbiltia wanderbilti is een beervlinder uit de familie van de spinneruilen (Erebidae). De wetenschappelijke naam van de soort is voor het eerst geldig gepubliceerd in 1958 door Rego Barros.